# Конформно-евклідова модель

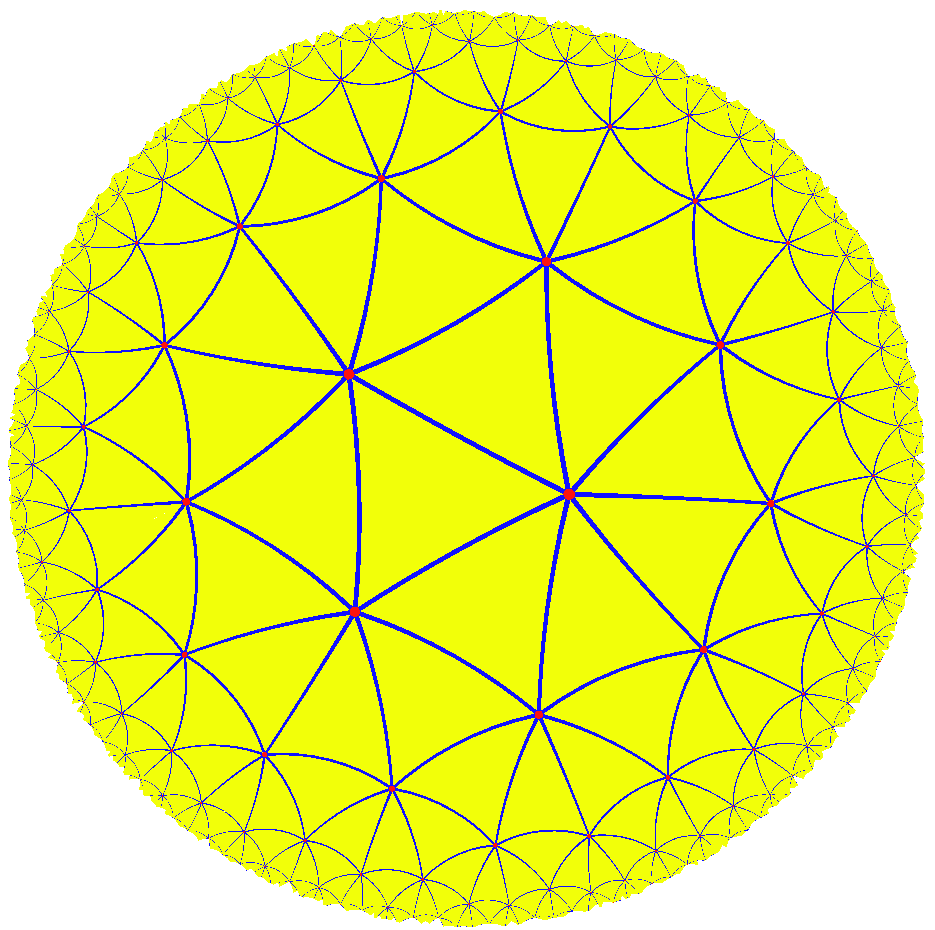
Замощення гіперболічної площини правильними трикутниками.

Конфо́рмно-евклі́дова моде́ль або моде́ль Пуанкаре́ — модель гіперболічного простору.
Існують різновиди моделі — в колі (стереографічна проєкція) і на півплощині для гіперболічної планіметрії, а також у кулі і в півпросторі — для гіперболічної стереометрії, відповідно.
Конформно-евклідова модель має таку назву тому, що гіперболічні кути дорівнюють відповідним кутам на евклідовій площині між відповідними півдотичними. Для проєктивної моделі, гіперболічні кути дорівнюють евклідовим кутам лише у виключних випадках, наприклад, така рівність є у початку координат проєктивної моделі.

## Історія
Цю модель, як і проективну модель і модель псевдосфери, запропонував Еудженіо Бельтрамі. Метрику в конформно-евклідовій моделі використано також у знаменитій лекції Рімана «Про гіпотези, що лежать в основі геометрії», але зв'язок з гіперболічною геометрією виявив саме Бельтрамі. Згодом Анрі Пуанкаре виявив зв'язки цієї моделі з задачами теорії функцій комплексної змінної, що дало одне з перших серйозних застосувань гіперболічної геометрії.

## Моделі у крузі і в кулі

Конформно-евклідова модель у крузі.

За гіперболічну площину приймається внутрішність круга (див. мал.) в евклідовому просторі; межа даного круга (коло) називається «абсолютом». Роль геодезичних ліній виконують дуги кіл {\displaystyle (a,\;b,\;b')}, перпендикулярних до абсолюту, і його діаметри; роль рухів — перетворення, одержувані комбінаціями інверсій відносно кіл, дуги яких служать прямими.
Метрика {\displaystyle ds} гіперболічної площини в конформно-евклідовій моделі в одиничному крузі є:
{\displaystyle ds^{2}={\frac {4}{(1-(x^{2}+y^{2}))^{2}}}(dx^{2}+dy^{2}),}
де {\displaystyle x} і {\displaystyle y} — вісь абсцис і ординат, відповідно.
Аналогічно, для конформно-евклідової моделі в кулі роль абсолюту виконує обмежувальна сфера в тривимірному евклідовому просторі, а гіперболічним простором є внутрішність кулі.

### Відстані
У комплексних координатах на одиничному колі відстані можна обчислити за допомогою такої формули:
{\displaystyle \mathop {\rm {th}} [{\tfrac {1}{2}}\cdot d_{h}(z,w)]=\left|{\frac {z-w}{1-z\cdot {\bar {w}}}}\right|.}
Відстань можна виразити через подвійне відношення. Якщо на дузі {\displaystyle w_{1}}, {\displaystyle z_{1}} точки розташовано в такому порядку: {\displaystyle w_{1}}, {\displaystyle w}, {\displaystyle z}, {\displaystyle z_{1}} то відстань між точками {\displaystyle w} і {\displaystyle z}, у гіперболічній геометрії дорівнює
{\displaystyle d_{h}(z,w)=\ln \left({\frac {z-w_{1}}{z-z_{1}}}:{\frac {w-w_{1}}{w-z_{1}}}\right)}.

## Моделі на півплощині й у півпросторі
В моделі Пуанкаре в півплощині за гіперболічну площину приймається верхня півплощина. Пряма, що обмежує півплощину (тобто вісь абсцис), називається «абсолютом». Роль прямих виконують півкола з центрами на абсолюті, що містяться в цій півплощині, і перпендикулярні до абсолюту промені, що починаються на ньому (тобто вертикальні промені). Роль рухів — перетворення, одержувані композицією скінченного числа інверсій із центром на абсолюті і осьових симетрій, осі яких перпендикулярні до абсолюту.
Метрика {\displaystyle ds} гіперболічної площини у конформно-евклідовій моделі у верхній півплощині має вигляд: {\displaystyle ds^{2}={\frac {1}{v^{2}}}(du^{2}+dv^{2})}, де {\displaystyle u} і {\displaystyle v} — прямокутні координати, відповідно паралельно і перпендикулярно до абсолюту.
Відповідно, в конформно-евклідовій моделі в півпросторі роль абсолюту виконує площина в тривимірному евклідовому просторі, а гіперболічним простором є півпростір, що лежить на цій площині.

## Примітка
1. ↑  Попов А. Г. Псевдосферические поверхности и некоторые задачи математической физики (PDF). Архів оригіналу (PDF) за 20 березня 2022. Процитовано 1 травня 2021.
2. ↑  Eugenio Beltrami, Teoria fondamentale degli spazii di curvatura costante, Annali. di Mat., ser II, 2 (1868), 232—255.
3. ↑  Загалом можна не виокремлювати діаметри, оскільки, всі вказані об'єкти є узагальненими прямими, які можна відобразити одну на іншу за допомогою руху
4. 1 2  Буяло С. В. Курс лекций «Асимптотическая геометрия метрических пространств» весна 2004.